# Iwan Iwanowitsch Rachmaninow

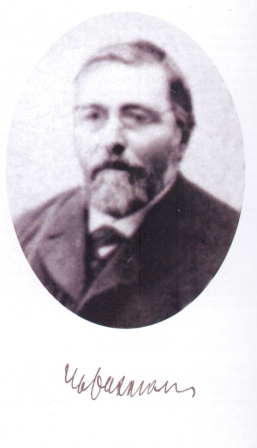
Iwan Rachmaninow 1881

Iwan Iwanowitsch Rachmaninow (russisch Иван Иванович Рахманинов; * 29. Augustjul. / 10. September 1826greg. in Kasinka, Gouvernement Tambow, Russisches Kaiserreich; † 4. Dezemberjul. / 16. Dezember 1897greg. in Kiew, Russisches Kaiserreich) war ein russisch-ukrainischer Mathematiker und Universitätsrektor der St.-Wladimir-Universität Kiew.

## Leben
Iwan Rachmaninow kam als Sohn einer adeligen Familie im Dorf Kasinka im Gouvernement Tambow (in der heutigen russischen Oblast Lipezk) zur Welt.
Ab 1847 studierte er in Moskau Mathematik an der Fakultät für Physik und Mathematik der Lomonossow-Universität und blieb im Anschluss dort. Im November 1852 verteidigte er seine Dissertation über „Die Theorie des vertikalen Wasserrads“, für die er einen Master-Abschluss der Mathematik erhielt.
Im Februar 1853 wechselte Rachmaninow nach Kiew ans Institut für Angewandte Mathematik der St.-Wladimir-Universität, wo er am 20. November 1856 den Doktortitel in Mathematik und Astronomie und im April 1857 eine außerordentliche Professor am Institut für Angewandte Mathematik erhielt. Im Februar 1878 wurde er Professor für Mathematik am Institut für Mechanik der Universität.
Zwischen Oktober 1868 und Mai 1875 sowie vom April 1880 bis Mai 1881 war er zudem Dekan der Fakultät für Physik und Mathematik und von Mai 1875 bis zum September 1880 stellvertretender Universitätsrektor. Schließlich war Rachmaninow von April 1881 bis 18. Februar 1883 Rektor und 1890 Gründungsmitglied der Physikalisch-Mathematischen Gesellschaft der Kiewer St.-Wladimir-Universität. 1897 starb er in Kiew und wurde in seinem Geburtsort beerdigt.

## Ehrungen
Rachmaninow erhielt unter anderem den Orden der Heiligen Anna erster und zweiter Klasse, den Orden des Heiligen Wladimir 3. Klasse sowie den Sankt-Stanislaus-Orden 1. Klasse.
1990 wurde der Asteroid (4345) Rachmaninoff nach ihm benannt.